# Josh Burkman
Joshua Ray Burkman, född 10 april 1980 i Salt Lake City, är en amerikansk MMA-utövare som 2005–2008 och sedan 2015 tävlar i organisationen Ultimate Fighting Championship.